# 菊池幸利
菊池 幸利（きくち ゆきとし、12月5日 - ）は、日本の男性声優。北海道出身。ヴィムス所属。

## 略歴
日本ナレーション演技研究所出身。
18歳で上京し、特にやりたいことがなく、職を転々としていた。新聞配達、カラオケ屋、ライブの会場設営、ウインナーの試食販売。最後は宝飾品の営業。営業は大変で、「どうせ苦労するんだったら、自分のやりたいことで苦労してやる！」と思ったが、すぐに思いつかず暫く悩む。そんな時、子供の頃、留守番をしながらアニメをよく見ていたことを思い出し、アニメに関われる仕事はないかと調べて、一番やりたいと感じた声優を目指す。

## 人物
趣味は和服で散歩。特技はギター弾き語り、ハーモニカ、タンバリン。
資格は中型運転免許、普通運転免許。

## 出演
太字はメインキャラクター。

### テレビアニメ
2012年
- あらしのよるに 〜ひみつのともだち〜（少年時代黒ヤギ長老）
- 新テニスの王子様（高校生B）
- ソードアート・オンライン（2012年 - 2013年、プレイヤー） - 1シリーズ + 特別編

2013年
- アラタカンガタリ〜革神語〜（悪友、クラスメイト）
- 銀河機攻隊 マジェスティックプリンス（一号機パイロット）
- 銀の匙 Silver Spoon（円山登、中学の友達A）
- サムライフラメンコ（スタッフ）
- 這いよれ! ニャル子さんW（男）
- 私がモテないのはどう考えてもお前らが悪い!（コンビニ店員、数学教師、車掌、サラリーマン、男子中学生 他）

2014年
- ガイストクラッシャー（村人）
- 人生相談テレビアニメーション「人生」（副会長B）
- 世界征服〜謀略のズヴィズダー〜（店員）
- Z/X IGNITION（天使B、パイロットC、男性客B、村人）
- ノブナガン（ジェンソン・ベッテル、若い男性、兵士D、先輩所員B）
- 幕末Rock（正義隊）
- ヒーローバンク（借金取り）
- 弱虫ペダル（2014年 - 2017年、井原友矢、林、井瀬、箱根学園部員、総北高校部員 他） - 3シリーズ

2015年
- 青春×機関銃（不良、ゲーマー、リアル系ゲーマー）
- アルスラーン戦記（兵士）
- うたわれるもの 偽りの仮面（ラウラウ先生、ウォシス）
- 境界のRINNE（鬼駅員）
- 四月は君の嘘（サッカー部員）
- 食戟のソーマ（2015年 - 2016年、男子生徒D、男子生徒B、男子生徒E） - 2シリーズ
- ハイキュー!! シリーズ（2015年 - 2020年、小見春樹） - 2シリーズ
- モンスター娘のいる日常（タレントA）
- ヤング ブラック・ジャック（活動家3）
- ランス・アンド・マスクス（黒服の男たち）

2016年
- 宇宙パトロールルル子（犯人生徒星人、本部隊員星人）
- 怪盗ジョーカー（部下、海賊D、プロデューサー、門番A、ダークアイのパパ 他）
- 機動戦士ガンダム 鉄血のオルフェンズ（鉄華団団員）
- 銀河機攻隊 マジェスティックプリンス（生徒A）
- タブー・タトゥー（チンピラA）
- CHEATING CRAFT（失敗者、法隆寺右京、細マッチョ）
- はんだくん（高山田昇、級友B、消しゴムボーイズ）
- B-PROJECT〜鼓動*アンビシャス〜（お面A）
- 僕だけがいない街（カズ）
- レゴ ネックスナイツ（ランス・リッチモンド）

2017年
- フューチャーカード バディファイト シリーズ（2017年 - 2018年、鬼頭サカテ〈暗技のサカテ〉） - 2シリーズ
- セントールの悩み（竜人の男）
- Code:Realize 〜創世の姫君〜（王室近衛兵A、警官A、運転士、ギャングA、マフィア 他）
- ネト充のススメ（月夜の闇）
- キノの旅 -the Beautiful World- the Animated Series（兵士A）
- いぬやしき（織田）

2018年
- ドラえもん（テレビ朝日版第2期）（住民）
- ハイスコアガール（男子生徒D）
- ゆらぎ荘の幽奈さん（少年）
- ゾンビランドサガ（観客5）
- メルクストーリア -無気力少年と瓶の中の少女-（フォケイロン）

2020年
- 継つぐもも（八津川やすき、盾合）
- ヒーリングっど♥プリキュア（カズ）

2022年
- うたわれるもの 二人の白皇（ウォシス）
- 邪神ちゃんドロップキックX（大坂さん）
- VAZZROCK THE ANIMATION（小野田翔）

### 劇場アニメ
- 劇場版 弱虫ペダル（2015年、井原友矢[11]）
- BLAME!（2017年、村人）
- プロメア（2019年）
- きみと、波にのれたら（2019年、男E）
- HELLO WORLD（2019年、図書委員長）
- 劇場版 ソードアート・オンライン -プログレッシブ- 星なき夜のアリア（2021年）

### OVA
- テニスの王子様 OVA ANOTHER STORY II 〜アノトキノボクラVol.1（2011年、生徒）
- アルカナ・ファミリア -La storia della Arcana Famiglia-スペシャルディスク"La prima festa"収録「Capriccio – stile Arcana Famiglia　奇想曲～アルカナ・ファミリア風」（2013年、スクーロ）
- 無邪気の楽園（2014年、マネージャー） ※コミックス第6巻 特典DVD
- 弱虫ペダル SPARE BIKE（2016年、観客）
- ハイキュー!!  陸 VS 空（2020年、小見春樹、戸美控え）

### Webアニメ
- オシリスの天秤（2015年）

### ゲーム
2011年
- TOKYOヤマノテBOYS HONEY MILK DISC
- TOKYOヤマノテBOYS SUPER MINT DISC
- TOKYOヤマノテBOYS DARK CHERRY DISC

2012年
- うたの☆プリンスさまっ♪ Debut
- 恋戦!!時空戦姫（主人公）
- 恋戦!!童話プリンセス（主人公）
- TOKYOヤマノテBOYS Portable HONEY MILK DISC

2013年
- XBLAZE CODE:EMBRYO（篝橙八）
- Shadow of Eclipse（クルゥエール）
- TOKYOヤマノテBOYS Portable SUPER MINT DISC
- TOKYOヤマノテBOYS Portable DARK CHERRY DISC

2014年
- あやかしごはん（月彦）
- 恋するペットとカレのヒミツ（稲葉柳）
- 合成RPG 魔女のニーナとツチクレの戦士（ギル・ブレイブ、皇帝バルジット、白天獣）
- 三国魂

2015年
- あやかしごはん〜おおもりっ!〜（月彦）
- あやかしごはん〜おかわりっ!〜（雄一）
- アンジェリーク ルトゥール（シルヴァン〈シルヴィ〉）
- うたわれるもの 偽りの仮面（ウォシス）
- XBLAZE LOST:MEMORIES（篝橙八）
- クイズRPG 魔法使いと黒猫のウィズ（シオン、ヴィルハルト）
- 幻獣契約クリプトラクト（2015年 - 2023年、ファラン、ライト、アザゼル、サンドタイガー、クラウス、シャトルリュー、プロビデンス、ウォルター、ビザール、ヤマトタケル、アーク）
- ザクセスヘブン（芹沢鉄馬、渦田晋三）
- 初恋の歌
- 夢王国と眠れる100人の王子様（アインツ）

2016年
- イケメン幕末◆運命の恋 〜華の都と恋の乱〜（山崎烝）
- ヴァリアントナイツ（ダン＝ガフ、グラン＝シャンド）
- うたわれるもの 二人の白皇（ウォシス）
- チェインクロニクル（ツァイス）
- チェインクロニクル3（レサーカ、エミリアン、ガンドル）
- ハイキュー!! Cross team match!（小見春樹）
- レゴ ネックスナイツ：マーロック2.0（ランス・リッチモンド）

2017年
- キャプテン翼 〜たたかえドリームチーム〜（マンフレート・マーガス、ボッシ）
- Q＆Qアンサーズ（怪人二十面相）
- TOKYOヤマノテBOYS for V MAIN DISC
- ブレイブリーアーカイブ（ファイ）
- 無双☆スターズ（刹那）
- ユバの徽（セセ、レブン）

2018年
- アークザラッド R（ヴァリオ）
- アルテイルNEO（アルフォンス 他）
- Aetolia-冒険のラプソディー（ヴォルド、ユリウス）
- グランドチェイス（ペルマ）
- ソウルキャリバーVI　（カーティス、ロティオン、青年冒険家）
- テリア・サーガ（ストナドゥ、ジャイト、ポセイドン、バロール）
- フューチャーカード バディファイト 誕生！オレたちの最強バディ！（鬼頭サカテ）

2019年
- Op8♪（ミルト・ヘンリー・ステュアート）
- ゴシックは魔法乙女〜さっさと契約しなさい!〜（カエルム、マッド）
- ルチアーノ同盟（シックス）
- モンスターハンターワールド：アイスボーン（加工屋お使い、野心あふれる4期団）

2021年
- アカシッククロニクル～黎明の黙示録（エックス、ガイ）
- うたわれるもの斬2（ウォシス）

2022年
- モノクロームメビウス 刻ノ代贖（ウォシス）

2023年
- ハイキュー!! TOUCH THE DREAM（小見春樹）

2024年
- うたわれるもの ロストフラグ（ウォシス）
- ハイキュー!!FLY HIGH（小見春樹）

### ドラマCD
- 艶漢（同僚1）
- 貴女の涙腺ほぐし隊っ!!! 〜エモーショナルセラピスト凌士の診察〜（空斗）
- Vassalord. ディルーポに降る雨（エンポリオ）
- 嘘つきボーイフレンド〜魅惑の南国ラブ・ミッション〜
- SolidS ドラマCD第2巻「-Two of a kind.-」（スタッフ）
- ニンジャスレイヤー  聖なるヌンチャク 特装版ドラマCD（弁護人）
- ぬらりひょんの孫 音盤劇話抄（片岡伝四郎）
- VAZZROCKシリーズ（小野田翔）
- ファイアーエムブレム エクストラドラマCD 暁の女神 〜群雄たちの譲れぬ想い〜（兵士）
- ファイアーエムブレム エクストラドラマCD 烈火の剣 ～ローランの継承者たち～（守護兵）
- 魔術士オーフェンしゃべる無謀編1
- 和奇伝愛 巫ノ物語 前編 〜生々世々〜（玄臣）

### ラジオドラマ
- さいごっぺ（大谷吉継[29]）超!A&G+『山口勝平の殿様ラジオでGO!』内

### BLCD
- 愛の蜜に酔え!（寮生）
- あなたは怠惰で優雅（機関銃男、教師１）
- オレだけ見ないと××しちゃうぞ（モブ山モブ男）
- カーストヘヴン 3（男子）
- 君と僕と世界のほとり Phrase1 ふたりぼっちクリスマス
- キャンディミルク（獅堂、黒川[30]）
- 草の冠 星の冠 ―恒久夏国―
- クロネコ彼氏のアソビ方（男性スタッフ）
- ケンカップル reversible relation（榎瀬敬大）
- ゴールデンスパークル（加々谷文彦）
- 新訳 鏡花あやかし秘帖「幽冥の館」（桐原）
- できちゃった男子 ハラハラ編（商店街の客）
- とろけて開いて（編集者３）
- ふたりの息子に狙われています シリーズ（店長）
  - ふたりの息子に狙われています
  - ふたりの息子に狙われています 2
- MODS

### デジタルコミック
- 愛想が尽きない（2023年、桐島の後輩、同級生3、高校生1）[31]

### 吹き替え
- グッドガールズ: 崖っぷちの女たち
- ティーン・ウルフ シーズン3
- ティーン・ウルフ シーズン4
- ハッピーエンディング（イ・テピョン）

### ナレーション
- 中居正広のISORO[32] （2015年3月23日）
- 勝利は風にきけ〜2016世界熱気球選手権〜（PR・プレマップ）
- アニメマシテ（2017年3月）
- 声優たちの語りBAR
- 進撃の巨人Season3 第1巻 映像特典「エレン、 ロサンゼルスへ！ 梶裕貴 密着 ～進撃の旅～ in Anime Expo 2018 」

### テレビ
- 声優ペダル旅 火の国くまもと 天草編 （2015年12月20日）
- 新・週刊フジテレビ批評 （2016年2月20日）
- ばずたび -BUZZING VAZZROCK TRIP-（2022年8月24日、8月31日、9月21日、9月28日）

### インターネットテレビ
- 『アンジェリーク ルトゥール』発売直前スペシャル生放送（ニコニコ生放送・MC：2015年12月11日）
- チェンクロ見習い義勇軍生放送（ニコニコ生放送：2016年1月20日、2016年2月27日）
- 酒井俊輔のご覧のとおりイケメンですNG（ニコニコ生放送・ゲスト：2016年3月24日、2016年3月31日）
- チェンクロ 2016 春の陣 CLIMAX CHAPTERS（ニコニコ生放送：2016年3月26日）
- チェンクロニコ生 2017 春の陣（ニコニコ生放送：2017年3月3日）
- バディトーク!!〜悪の凶宴〜（FRESH!・ゲスト：2017年7月21日）
- 【モンスターハンター：ワールド】友達と一狩り 特別編（ニコニコ生放送：2018年5月27日）
- 江口拓也・八代拓の『さんたく!!!』-3択バラエティ-（ニコニコ生放送・ゲスト：2018年8月26日、2018年8月29日、2018年12月28日）
- 幻獣契約クリプトラクト 公式生放送 (ニコニコ生放送・2019年6月8日)
- ルチアーノ同盟のアジト（ニコニコ生放送・ゲスト：＃2／2019年10月9日、＃15／2020年12月25日、＃20／2021年5月27日）
- 野上翔の野上SHOW 2020.07（Rakuten TV・ゲスト：2020年7月26日）
- ツキプロチャンネルあおぞらスペシャル！４８時間生配信（YouTube 他：2020年11月8日）
- ツキプロチャンネル４８時間生配信2021（YouTube 他：2021年11月7日）
- 『STATION IDOL LATCH!』オフィシャルチャンネル～ニコ生改札～（ニコニコ生放送・ゲスト：第7回／2021年12月21日）
- ツキプロ48時間アオハルTV（YouTube 他：2022年11月5日）
- ツキプロチャンネル48時間マジカルTV（YouTube 他：2023年11月3日）

### ラジオ
- WEBらじお 葵座異聞録 〜漫遊の書〜（アシスタント：2011年11月30日 - 2012年6月13日）
- ぶるらじH（ゲスト：2013年4月25日）
- 緑川光、今井麻美、内田彩のチェンクロラジオ（ゲスト：2016年3月6日）
- 煌うたわれるものらじお（ゲスト：2016年11月28日）
- ツキプロ★ナイト（ゲスト：2019年8月9日、8月16日）
- 長谷川芳明のgoodbye monday（ゲスト：2021年10月11日、10月18日）
- 縁うたわれるものらじお（ゲスト：2022年12月2日）

### ラジオCD
- Webらじお 葵座異聞録 DJCD〜双六の書〜

### 映像商品
- ライブビデオ「ネオロマンス・フェスタ アンジェリーク ルトゥール」
- VAZZROCK LIVE 2018
- VAZZROCK FES 2019
- VAZZROCK LIVE 2020
- VAZZROCK LIVE 2021
- VAZZROCK LIVE 2022
- VAZZROCK LIVE 2024

### 舞台
- 紀尾井坂のヘン!? 風雲かぼちゃの馬車・第十回本公演（2012年3月8日 - 11日）
- ソラニエ本公演「狂乱フリーク」（2015年1月22日 - 25日）
- まごころ18番勝負 第19回公演　“ … In The Attic ”（2015年8月5日 - 9日）
- 朗読劇×オーケストラ第3弾「サンドリヨン」〜灰かぶり姫奇縁〜（2018年7月6日 - 7日）ノミエ役
- 音楽朗読劇　嵐が丘（2020年2月19日　19時公演）

### イベント
- 一橋大学KODAIRA祭 声優 森久保祥太郎トークショー&「ラジオ葵座」公開録音（MC、アシスタント：2012年6月3日）
- ネオロマンス・フェスタ アンジェリーク ルトゥール（2016年2月7日）
- 「酒井俊輔のご覧のとおりイケメンですNG」公開収録 酒井俊輔（仮）性誕祭（2016年3月6日）
- VAZZROCK LIVE 2018（2018年10月27日）
- VAZZROCK STAGE in AGF2018（2018年11月11日）
- さんたく!!!～Chapter3～（シークレットゲスト：2019年3月17日）
- VAZZROCK FES 2019 (2019年 10月22日、26日、27日)
- VAZZROCK LIVE 2020（2020年11月22日）
- VAZZROCK LIVE 2021（2021年12月5日）
- STATION IDOL LATCH! 1st LIVE “All aboard!!”（2022年3月6日）
- VAZZROCK LIVE 2022（2022年9月18日）
- STATION IDOL LATCH! 〜LATCH!のWA!!〜 vol.2（2022年10月15日）
- 増元拓也・長谷川芳明 漫談ライブショー「ピーチクパーチク」Vol.2（ゲスト：2022年10月29日）
- VAZZROCK LIVE 2024（2024年5月26日）

### その他
- AT-X ウチの夏フェス2012 - フレッシュ夏フェス隊
- フジクラ（VP）- でんしろう役
- 凸撃のAT-X大作戦 フレッシュ凸撃隊
- チェインクロニクル 見習い義勇軍 [33]
- フィッシャープライス ゴールド・メダル・モーメント 〜その瞬間が、金メダル〜（PV音声）
- クレジット教育動画教材『風の惑星〜GALE〜』（ホテルのフロントマン）[34]
- DAM『あにそんボーカル』「太陽がまた輝くとき」[35]

## ディスコグラフィ

### キャラクターソング
| 発売日   | 商品名                                                                                     | 歌                                                                   | 楽曲                                                             | 備考                                                     |
| 2016年   | 2016年                                                                                     | 2016年                                                               | 2016年                                                           | 2016年                                                   |
| -------- | ------------------------------------------------------------------------------------------ | -------------------------------------------------------------------- | ---------------------------------------------------------------- | -------------------------------------------------------- |
| 2月7日   | イベント限定CD ネオロマンス・フェスタ アンジェリーク ルトゥール                            | ジェラール（堀江瞬）、シルヴァン（菊池幸利）                         | 「アヴェク・トワ 〜永遠の午後」                                  | ゲーム『アンジェリーク ルトゥール』関連曲                |
| 10月19日 | TVアニメ『はんだくん』オリジナルサウンドトラック                                           | 金城美代子（本渡楓）、消しゴムボーイズ                               | 「イレイサーボーイズ」                                           | テレビアニメ『はんだくん』挿入歌                         |
| 2018年   |                                                                                            |                                                                      |                                                                  |                                                          |
| 7月27日  | VAZZROCK bi-colorシリーズ6 白瀬優馬-peridot-                                               | 白瀬優馬（堀江瞬）、小野田翔（菊池幸利）                             | 「Break New Ground」                                             | キャラクターCD『VAZZROCK』関連曲                         |
| 8月17日  | VAZZROCK ユニットソング2 ROCK DOWN vol.1 -始動-                                            | ROCK DOWN                                                            | 「ROCK DOWN」 「優しい世界」 「孤独のVampire」                   | キャラクターCD『VAZZROCK』関連曲                         |
| 8月31日  | VAZZROCK bi-colorシリーズ7 小野田翔-diamond-                                               | 小野田翔（菊池幸利）                                                 | 「月影Innocent」                                                 | キャラクターCD『VAZZROCK』関連曲                         |
| 8月31日  | VAZZROCK bi-colorシリーズ7 小野田翔-diamond-                                               | 小野田翔（菊池幸利）、久慈川悠人（長谷川芳明）                       | 「ZERO」                                                         | キャラクターCD『VAZZROCK』関連曲                         |
| 2019年   |                                                                                            |                                                                      |                                                                  |                                                          |
| 6月28日  | VAZZROCK bi-colorシリーズ2ndシーズン1 眞宮孝明-amethyst×diamond-                           | 眞宮孝明（新垣樽助）、小野田翔（菊池幸利）                           | 「Home Sweet Home」                                              | キャラクターCD『VAZZROCK』関連曲                         |
| 7月26日  | VAZZROCK bi-colorシリーズ2ndシーズン2 小野田翔-diamond×pearl-                              | 小野田翔（菊池幸利）                                                 | 「Utopia」                                                       | キャラクターCD『VAZZROCK』関連曲                         |
| 7月26日  | VAZZROCK bi-colorシリーズ2ndシーズン2 小野田翔-diamond×pearl-                              | 小野田翔（菊池幸利）、吉良凰香（小林裕介）                           | 「雨垂れ」                                                       | キャラクターCD『VAZZROCK』関連曲                         |
| 2020年   |                                                                                            |                                                                      |                                                                  |                                                          |
| 7月31日  | VAZZROCK play of colorシリーズ4 一紗、翔、玲司 Strong taste                                | 築一紗（山中真尋）、小野田翔（菊池幸利）、天羽玲司（佐藤拓也）       | 「Sue-Kiss-Sue-Kiss」 「snow edge」                              | キャラクターCD『VAZZROCK』関連曲                         |
| 10月30日 | VAZZROCK COLORシリーズ [-RED-] Paint the town red                                          | ROCK DOWN                                                            | 「Deep Scar ～告解の羊～」                                       | キャラクターCD『VAZZROCK』関連曲                         |
| 10月30日 | VAZZROCK COLORシリーズ [-RED-] Paint the town red                                          | 小野田翔（菊池幸利）、久慈川悠人（長谷川芳明）、名積ルカ（河本啓佑） | 「Impact」                                                       | キャラクターCD『VAZZROCK』関連曲                         |
| 11月20日 | VAZZROCK ユニットソング4 ROCK DOWN vol.2 -The adventure begins here.-                      | ROCK DOWN                                                            | 「月影小唄」 「Go Dash」 「JEWEL PRINCESS」                      | キャラクターCD『VAZZROCK』関連曲                         |
| 2021年   |                                                                                            |                                                                      |                                                                  |                                                          |
| 1月29日  | VAZZROCK COLORシリーズ [-GREEN-] Get the green light                                       | ROCK DOWN                                                            | 「World Tree」                                                   | キャラクターCD『VAZZROCK』関連曲                         |
| 3月26日  | VAZZROCK bi-colorシリーズ3rdシーズン1 小野田翔-diamond×hematite- 星降る丘で                | 小野田翔（菊池幸利）                                                 | 「Shining visions」                                              | キャラクターCD『VAZZROCK』関連曲                         |
| 3月26日  | VAZZROCK bi-colorシリーズ3rdシーズン1 小野田翔-diamond×hematite- 星降る丘で                | 小野田翔（菊池幸利）、大黒岳（増元拓也）                             | 「Endless Night」                                                | キャラクターCD『VAZZROCK』関連曲                         |
| 5月28日  | VAZZROCK LIVE 2020 特典CD                                                                  | VAZZY、ROCK DOWN                                                     | 「Dear Dreamer,」                                                | キャラクターCD『VAZZROCK』関連曲                         |
| 5月28日  | VAZZROCK LIVE 2020 Amazon特典CD                                                            | ROCK DOWN                                                            | 「Dear Dreamer,」                                                | キャラクターCD『VAZZROCK』関連曲                         |
| 11月26日 | VAZZROCK ユニットソング6 ROCK DOWN vol.3 -Former Hero:Active Hero-                         | ROCK DOWN                                                            | 「étrangère -砂海の魔術師-」 「Diamond Stars」 「Smile For You」 | キャラクターCD『VAZZROCK』関連曲                         |
| 12月8日  | STATION IDOL LATCH! 04                                                                     | 咖山喱人 / 神田駅（菊池幸利）、雷電遊生 / 秋葉原駅（鈴木裕斗）       | 「BUNGAKU×COMPLEX」                                              | 『STATION IDOL LATCH!』関連曲                            |
| 12月24日 | VAZZROCK bi-colorシリーズ3rdシーズン10 築 一紗-ruby×diamond- Vivace                        | 築一紗（山中真尋）、小野田翔（菊池幸利）                             | 「JustAnotherDay」                                               | キャラクターCD『VAZZROCK』関連曲                         |
| 2022年   |                                                                                            |                                                                      |                                                                  |                                                          |
| 8月26日  | VAZZROCK bi-colorシリーズ4thシーズン2 小野田 翔×久慈川悠人-diamond×sapphire- Just tell me. | 小野田翔（菊池幸利）                                                 | 「Honey」                                                        | キャラクターCD『VAZZROCK』関連曲                         |
| 8月26日  | VAZZROCK bi-colorシリーズ4thシーズン2 小野田 翔×久慈川悠人-diamond×sapphire- Just tell me. | 小野田翔（菊池幸利）、久慈川悠人（長谷川芳明）                       | 「Joker de Tristesse」 「百日紅」                                | キャラクターCD『VAZZROCK』関連曲                         |
| 10月7日  | VAZZROCK THE ANIMATION OP「Asterism⁂」                                                     | ROCK DOWN                                                            | 「Asterism⁂」                                                    | テレビアニメ『VAZZROCK THE ANIMATION』主題歌             |
| 10月28日 | VAZZROCK THE ANIMATION エンディングテーマCD vol.2                                          | 小野田翔（菊池幸利）                                                 | 「エフバラード」                                                 | テレビアニメ『VAZZROCK THE ANIMATION』エンディングテーマ |
| 12月30日 | 月花神楽                                                                                   | ROCK DOWN                                                            | 「月花神楽 -牡丹-」                                              | キャラクターCD『VAZZROCK』関連曲                         |
| 2023年   |                                                                                            |                                                                      |                                                                  |                                                          |
| 7月28日  | VAZZROCK THE ANIMATION 第7巻 特典CD                                                        | VAZZY、ROCK DOWN                                                     | 「I can’t stop dancing!」                                        | テレビアニメ『VAZZROCK THE ANIMATION』エンディングテーマ |
| 2024年   |                                                                                            |                                                                      |                                                                  |                                                          |
| 2月23日  | VAZZROCK ユニットソング8 ROCK DOWN vol.4 -There are many ways to go.-                      | ROCK DOWN                                                            | 「REVOLUTION」 「覚醒Meteor Striker」 「Everything to me」       | キャラクターCD『VAZZROCK』関連曲                         |

### シリーズ一覧
1. ↑  第1期（2012年）、特別編『Extra Edition』（2013年12月31日）
2. ↑  第1期（2014年）、第2期『GRANDE ROAD』（2014年 - 2015年）、第3期『NEW GENERATION』（2017年）
3. ↑  第1期（2015年）、第2期『弐ノ皿』（2016年）
4. ↑  第2期『セカンドシーズン』（2015年 - 2016年）第4期『TO THE TOP』第1クール（2020年）
5. ↑  第4期『X』（2017年 - 2018年）、第4.5期『X　オールスターファイト』（2018年）

### ユニットメンバー
1. ↑  浜添伸也、菊池幸利、伊達忠智
2. 1 2 3 4 5 6 7 8 9 10  小野田翔（菊池幸利）、久慈川悠人（長谷川芳明）、天羽玲司（佐藤拓也）、立花歩（坂泰斗）、大黒岳（増元拓也）、名積ルカ（河本啓佑）
3. 1 2  眞宮孝明（新垣樽助）、吉良凰香（小林裕介）、築一紗（山中真尋）、築二葉（白井悠介）、大山直助（笹翼）、白瀬優馬（堀江瞬）